# Stelis nigrita
Stelis nigrita là một loài Hymenoptera trong họ Megachilidae. Loài này được Fabricius mô tả khoa học năm 1775.